# 拉吉夫·甘地遇刺案
拉吉夫·甘地遇刺案發生於1991年5月21日，印度總理拉吉夫·甘地在印度泰米爾納德邦斯里佩魯姆布杜爾遭遇自殺式爆炸攻擊而身亡。除拉吉夫·甘地和刺客外，至少有14人罹難。刺客是22歲的卡拉瓦尼·拉賈拉特南（Kalaivani Rajaratnam，其常用名是瑟莫芝·拉賈拉特南（Thenmozhi Rajaratnam）和達努（Dhanu）），她是斯里蘭卡泰米爾分離主義叛亂組織泰米尔伊拉姆猛虎解放组织（LTTE）的成員。當時，印度剛剛透過印度維和部隊結束了對斯里蘭卡內戰的介入。

## 過程

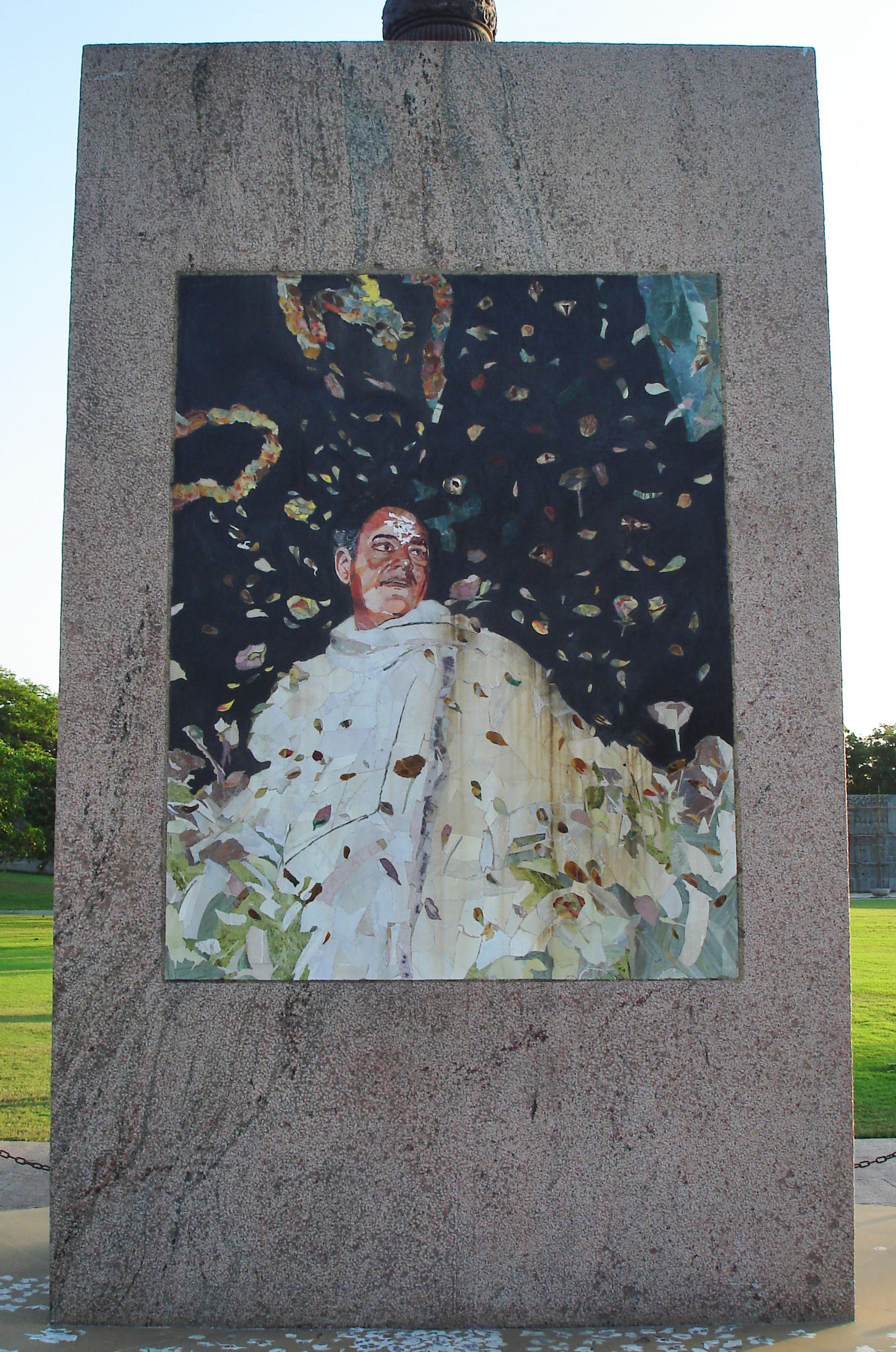
拉吉夫·甘地被炸死的紀念地

拉吉夫·甘地抵達斯里佩魯姆布杜爾（Sriperumbudur）的競選集會後，下車步行前往演講台發表演講。一路上，許多支持者、印度國大黨工作人員和學校學生為他獻上花環。刺客卡拉瓦尼·拉賈拉特南走上前去與他打招呼。隨後，她彎腰觸摸甘地的腳，並在晚上10點10分整引爆了藏在她裙子下的裝有黑索金（RDX）炸藥的腰帶。隨後發生的爆炸中，甘地、拉賈拉特南和其他14人喪生，另有43人受重傷。當地攝影師哈里巴布（Haribabu，也是共犯）拍攝了暗殺過程，哈里巴布本人也在爆炸中喪生，但他的相機和膠卷完好無損。

## 後續
暗殺事件發生後，錢德拉·謝卡爾政府於1991年5月22日立即將調查移交給印度中央調查局（CBI）。該機構成立了由D·R·Karthikeyan領導的特別調查小組（SIT），以確定暗殺事件的責任人。SIT的調查證實了泰米尔伊拉姆猛虎解放组织在暗殺事件中扮演的角色，印度最高法院維持了這項判決。
委員會報告指出，1989年標誌著「縱容泰米爾武裝分子在印度領土上活動並容忍犯罪和反民族活動的政治趨勢的延續」。報告還指控，賈夫納的泰米尔伊拉姆猛虎解放组织領導人掌握了聯邦政府和邦政府之間交換的敏感密碼資訊。報告指出：「有證據表明在此期間，一些最重要的無線電信息在泰米爾納德邦和賈夫納的泰米尔伊拉姆猛虎解放组织成員之間傳遞。這些信息後來被解密，與拉吉夫·甘地遇刺事件直接相關。」1998年11月，該報告被洩露後，印度國大黨推翻了因德爾·庫馬爾·古吉拉爾領導政府。